# Vieux hammam à Sokobanja
Le vieux hammam à Sokobanja (en serbe cyrillique : Старо бањско купатило у Сокобањи ; en serbe latin : Staro banjsko kupatilo u Sokobanji) se trouve à Sokobanja et dans le district de Zaječar, en Serbie. Il est inscrit sur la liste des monuments culturels protégés de la République de Serbie (identifiant no SK 753),.